# 플라비오 부치

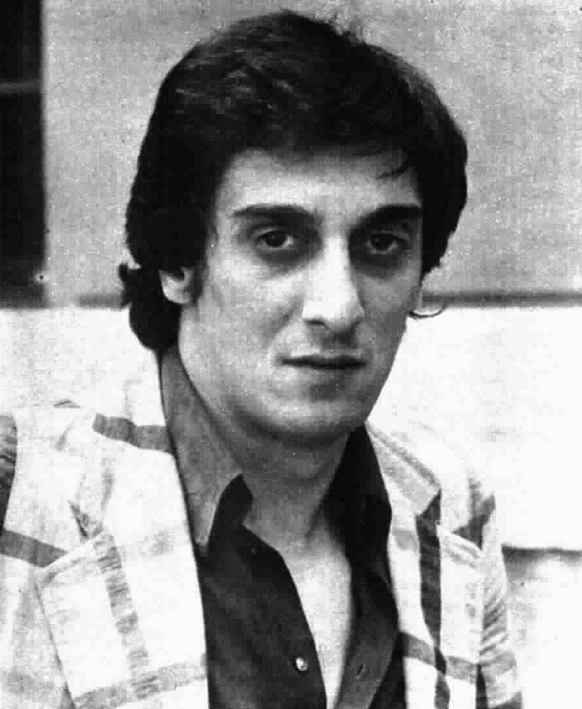

플라비오 부치(Flavio Bucci, 1947년 5월 25일 ~ 2020년 2월 18일)는 이탈리아의 영화 프로듀서, 연극 배우, 영화배우, 텔레비전 배우이다.
토리노에서 태어났으며 피우미치노에서 사망하였다. 사인은 심근 경색이다.

## 영화
- 플라비오 - 트리뷰토 아 플라비오 부치 (2018년)
- 트라체 디 베네 (2017년)
- 보더 라인 (2010년)
- 라 스콤파르사 디 파토 (2010년)
- 일 디보 (2008년)
- 아빠 얼굴 붉히지 마세요 (1992년)
- 장군 가리발디 (1986년)
- 마의 산 (1982년)
- 마퀴즈 오브 그릴로 (1981년)
- 멘 오어 낫 멘 (1980년)
- 서스페리아 1977 (1977년) - 다니엘 역
- 나이트 트레인 머더스 (1975년)
- 프로퍼티 이즈 노 롱거 어 세프트 (1973년)
- 천국으로 가는 노동계급 (1971년)